# 2010年代中國電視公司戲劇節目列表
以下列表收錄中國電視公司（簡稱：中視）2010年～2019年播映過的電視劇。
本表僅以首播（第一次播出）的為準，如有沒列出的，為再度播出或改播其他類型節目。除了收錄自製劇外，也含收錄外購劇（大陸劇、日韓劇、歐美影集等）。但常播出的像是：歌仔戲、京劇、類戲劇、電視電影則不收錄。

## 播出頻道

### 中視主頻

#### 八點檔
| 劇名                 | 集數 | 演員 | 首播期間                 | 年份   |
| 神話                 | 28   | 胡歌、白冰、張世、張萌、任泉、李易祥、譚凱、陳紫函、丁子峻、臧金生、金莎                                                   | 4月7日 - 5月17日         | 2010年 |
| 美人心計             | 24   | 林心如、陳鍵鋒、羅晉、王麗坤、楊冪、戴春榮、胡杏兒、陳怡蓉、何晟銘、馮紹峰、高昊、孫菲菲、白珊                             | 5月11日 - 6月14日        | 2010年 |
| 媳婦的美好時代       | 19   | 海清、黃海波、柏寒、高寶寶、姬麒麟、岳越、林申、張佳寧、劉莉莉、李光復、馮嘉怡                                             | 6月8日 - 7月2日          | 2010年 |
| 鎖清秋               | 17   | 安以軒、伊能靜、米雪、李彩華、李菲兒、馮紹峰、何晟銘、鄧家佳、喬振宇、郭明翔、鄭國霖                                       | 7月5日 - 7月27日         | 2010年 |
| 聊齋3                | 17   | 邱澤、貢米、孫協志、康華、蕭薔、林文龍、李威、賈青、张茜、黃玉榮                                                           | 7月27日 - 8月18日        | 2010年 |
| 流星蝴蝶劍           | 14   | 陳楚河、陳意涵、劉德凱、黃維德、王艷                                                                                       | 8月19日 - 9月7日         | 2010年 |
| 神話織女             | 18   | 張鈞甯、袁弘、劉詩詩、蕭正楠、陳秀雯、韓曉、李倩、徐麒雯、李金銘、劉松仁、鄭佩佩、戴春榮、鄭國霖                           | 9月8日 - 10月1日         | 2010年 |
| 妻子們的戰爭         | 63   | 江宏恩、周幼婷、陳仙梅、張天霖、夏如芝、曾莞婷、柯淑勤、沈孟生、林秀君、黃雅珉、陳志強                                     | 10月4日 - 2011年1月12日  | 2010年 |
| 歡喜婆婆俏媳婦       | 16   | 苑瓊丹、劉愷威、何晟銘、高昊、李菁菁、吳孟達、胡杏兒、戴嬌倩、楊蓉、張達明                                                 | 12月8日 - 2011年1月4日   | 2010年 |
| 怪俠一枝梅           | 16   | 霍建華、劉詩詩、釋廷能、馬天宇、蕭正楠、佟麗婭、廖啟智、海波、鄧立民                                                       | 1月4日 - 1月31日         | 2011年 |
| 宮心計               | 16   | 佘詩曼、楊怡、陳豪、鄭嘉穎、米雪、關菊英、程可為、惠英紅、李國麟、謝雪心、韓馬利、李詩韻、呂珊、張國強                     | 2月7日 - 2月28日         | 2011年 |
| 唐琅探案             | 15   | 霍建華、張萌、黃覺、曾黎、金莎、霍思燕、魏千翔、高雄                                                                       | 2月28日 - 3月22日        | 2011年 |
| 古今大戰秦俑情       | 21   | 杜淳、安以軒、羅嘉良、方安娜、張傑、胡榮華、由立平、張志彤                                                                 | 4月19日 - 5月17日        | 2011年 |
| 宮                   | 19   | 楊冪、馮紹峰、何晟銘、佟麗婭、郭羨妮、湯鎮業、劉雪華、邵美琪                                                               | 5月17日 - 6月10日        | 2011年 |
| 又見白娘子           | 17   | 左小青、任泉、戴君竹、沈曉海、劉德凱、江靈、何佳怡                                                                         | 6月7日 - 6月29日         | 2011年 |
| 刁蠻俏御醫           | 18   | 張娜拉、TAE、高昊、蔡蝶、郭珍霓、王崗、海波、何賽飛、李菁菁、王道                                                          | 6月29日 - 7月22日        | 2011年 |
| 水滸傳               | 42   | 張涵予、呂良偉、李宗翰、王建新、嚴寬、胡東、何佳怡、晉松、劉筱筱、高虎、杜淳、安以軒、張鐵林、甘婷婷                       | 7月25日 - 9月20日        | 2011年 |
| 巾幗梟雄             | 13   | 鄧萃雯、黎耀祥、岳華、謝雪心、商天娥、惠英紅、吳卓羲、敖嘉年、梁証嘉、徐淑敏、李成昌、胡定欣、雪妮、郭鋒                   | 9月19日 - 10月5日        | 2011年 |
| 巾幗梟雄之義海豪情   | 16   | 黎耀祥、鄧萃雯、陳法拉、敖嘉年、黃浩然、江美儀、惠英紅、麥長青、岳華、謝雪心、金剛、胡定欣                                 | 10月5日 - 10月28日       | 2011年 |
| 步步驚心             | 19   | 劉松仁、吳奇隆、劉詩詩、鄭嘉穎、石小群、劉心悠、韓棟、葉青、葉祖新、劉雨欣、袁弘、郭曉婷、郭珍霓、林更新                   | 10月27日 - 11月22日      | 2011年 |
| 傾世皇妃             | 20   | 林心如、嚴寬、霍建華、洪小鈴、楊祐寧、劉梓嬌、邱爽、王雨、茅子俊、王琳、楊凱淳、苗皓鈞、惠英紅、戴春榮                     | 11月22日 - 12月19日      | 2011年 |
| 鐵梨花               | 19   | 陳數、巍子、張少華、孫強、楊志剛、史可、顏世魁、馮雷、岳麗娜、巨興茂、郗希、張岩、張桐、趙錦燾、杜曉婷、肖茵               | 12月20日 - 2012年1月16日 | 2011年 |
| 公主嫁到             | 15   | 佘詩曼、陳豪、陳法拉、黃浩然、鍾嘉欣、關菊英、阮兆祥、李詩韻、惠英紅、馬國明                                               | 1月16日 - 2月3日         | 2012年 |
| 龍遊天下             | 18   | 王燦、周明增、沈世朋、曾安琪                                                                                               | 2月3日 - 2月28日         | 2012年 |
| 龍行天下             | 19   | 王燦、周明增、吳皓昇、曾安琪                                                                                               | 2月29日 - 3月26日        | 2012年 |
| 龍巡天下             | 17   | 王燦、周明增、曾安琪 | 3月26日 - 4月17日        | 2012年 |
| 穆桂英掛帥           | 18   | 苗圃、斯琴高娃、張鐵林、羅晉、劉恩佑、尹航、鄢博雅、李琦、沈保平、欒汝新、楊不悔、蔡晶、黎娟、明珠                         | 4月18日 - 5月11日        | 2012年 |
| 七俠五義人間道       | 17   | 萬梓良、趙文卓、王同輝、徐麒雯、霍政諺、秦焰、寇振海、劉衛華、陳楚翰、隋抒洋、陳笑非、鄔倩倩、傅藝偉                       | 5月11日 - 6月4日         | 2012年 |
| 如意                 | 19   | 楊冪、劉愷威、劉雪華、張晨光、朱泳騰、文夢洋、俞小凡、呂佳容、李泰、寇振海                                                 | 6月5日 - 6月29日         | 2012年 |
| 三國                 | 47   | 陳建斌、倪大宏、陸毅、聶遠、張博、黃維德、林心如、劉競、何潤東、陳好、呂曉禾                                               | 7月2日 - 9月4日          | 2012年 |
| 傾城雪               | 20   | 董潔、杜淳、張晨光、張嘉倪、姜鴻、白珊、李耀敬、何晟銘、洪小鈴、高昊、鄧萃雯、黃文豪、曹曦文、吳岱融、蘇青                 | 8月30日 - 9月26日        | 2012年 |
| 大秦帝國之縱橫       | 23   | 富大龍、寧靜、李立群、喻恩泰、姚櫓、傅淼、陳昊、楊梓嫣、楊志剛、孫霆、周波、赫子銘                                         | 9月27日 - 10月29日       | 2012年 |
| 天涯明月刀           | 18   | 鍾漢良、張檬、陳楚河、張定涵、田麗、姜大衛、毛曉彤、宗峰岩                                                                 | 10月30日 - 11月22日      | 2012年 |
| 木府風雲             | 18   | 秋瓷炫、朱曉漁、潘虹、呂良偉、蘇倩薇、宋運成、孫瑋、多布杰                                                                 | 11月23日 - 12月18日      | 2012年 |
| 大太監               | 15   | 黎耀祥、米雪、邵美琪、曹永廉、黃浩然、陳國邦、岳華、鍾景輝、陳茵媺、胡定欣、蕭正楠、梁烈唯、唐詩詠、張國強                 | 12月19日 - 2013年1月9日  | 2012年 |
| 巾幗神拳             | 15   | 劉璇、姜大偉、黃宗澤、馬國明、陳法拉、林嘉華、岳華、蔣志光、羅樂林、關禮傑                                                 | 1月10日 - 1月30日        | 2013年 |
| 槍炮侯               | 22   | 倪大紅、杨雪、吕中、王凱、趙靜、王冕、紀寧、曾龍、趙譚                                                                     | 1月30日 - 2月28日        | 2013年 |
| 神醫喜來樂傳奇       | 17   | 李保田、金玉婷、王曉晨、吳軍、李彧、大剛、王書勤、李嘉存、魏子昕、張黎明、王全友、王大安、馬京京、徐爽                     | 2月28日 - 3月22日        | 2013年 |
| 刑名師爺             | 13   | 吳奇隆、霍建華、何琢言、王文傑、木蘭、王建國、杜曉婷、方舟波、嚴寬                                                         | 3月25日 - 4月10日        | 2013年 |
| 滾滾紅塵             | 16   | 秦嵐、鄭嘉穎、楊爍、徐潔兒、吳卓翰、涂黎曼、夏力薪、蔣愷                                                                   | 7月9日 - 7月30日         | 2013年 |
| 媽祖                 | 17   | 劉濤、林心如、嚴寬、劉德凱、趙鴻飛                                                                                         | 7月31日 - 8月22日        | 2013年 |
| 蘭陵王               | 22   | 林依晨、馮紹峰、陳曉東、胡宇威、翟天临、魏千翔、王笛、毛林林                                                               | 8月23日 - 9月23日        | 2013年 |
| 精忠岳飛             | 31   | 黄曉明、林心如、羅嘉良、丁子峻、吴秀波、劉詩詩、邵兵、張馨予、張嘉倪、劉承俊、劉承俊、鄭佩佩、                             | 9月23日 - 11月6日        | 2013年 |
| 錯點鴛鴦             | 11   | 趙麗穎、戚迹、韩栋、周放、郭冬冬、宋軼、鄭茜、叶祖新、馬文龍、李建义、戴春榮、王璐瑶                                       | 11月7日 - 11月21日       | 2013年 |
| 戲點鴛鴦             | 11   | 趙麗穎、戚迹、韩栋、周放、郭冬冬、宋軼、鄭茜、叶祖新、馬文龍、李建义、戴春榮、王璐瑶                                       | 11月22日 - 12月6日       | 2013年 |
| 后宮美人計             | 16   | 袁姗姗、劉愷威、韩栋、张檬、蔡少芬、邓莎、周牧茵、吴俊余、張雪迎、董慧、張天陽、喬喬、孫堅                                 | 12月9日 - 12月30日       | 2013年 |
| 阿爸的願望（三立版） | 21   | 廖峻、應采靈、吳申梅、黃文星、邱德洋、蔡昌憲、趙、談學斌、謝瓊煖、曾莞婷、王豪、嚴藝文、蕭景鴻、廖錦德、練昱廷、唐玲       | 1月1日 - 1月29日         | 2014年 |
| 雨夜花               | 15   | 黃品源、張本渝、孫淑媚、王凱、林昕陽、吳婉君、潘麗麗、蔡振南、楊少文、劉曉憶                                               | 2月3日 - 2月21日         | 2014年 |
| 真愛找麻煩           | 38   | 宥勝、陳庭妮、謝坤達、郭雪芙、洪小鈴、李至正、王思平、譚艾珍、艾偉、楊潔玫、楊麗音、羅北安                                 | 2月24日 - 4月16日        | 2014年 |
| 天龍八部（2013年版） | 23   | 鍾漢良、韩栋、起範、张檬、贾青、張馨予、毛曉彤、趙圓瑗、宗峰岩                                                             | 4月17日 - 5月19日        | 2014年 |
| 月亮上的幸福         | 60   | 白冰冰、王識賢、韓瑜、蘭競恆、楊小黎、丁力祺、黃瑄、金沛晟、林義芳、龍天翔、趙愛華、談學斌、楊少文、李芳雯、陳子強、劉曉憶 | 5月20日 - 8月11日        | 2014年 |
| 金玉良緣             | 33   | 霍建華、唐嫣、貢米、黃明、鄔君梅、王陽                                                                                     | 8月12日 - 9月25日        | 2014年 |
| 大漢賢后衛子夫       | 45   | 王珞丹、林峯、周麗淇、徐正曦、沈泰、陳莎莉、俞小凡、鄭媛元                                                                 | 10月13日 - 11月21日      | 2014年 |
| 隋唐英雄傳           | 45   | 張衛健、刘晓庆、鄭國霖、黄海冰、劉梓嬌、張睿、李彩華、湯鎮業                                                               | 11月24日 - 2015年1月14日 | 2014年 |
| 土地公土地婆         | 49   | 譚耀文、穆婷婷、田重、周明增、陈威翰、王卫国、戴春榮                                                                       | 1月15日 - 3月27日        | 2015年 |
| 武媚娘传奇           | 84   | 范冰冰、張豐毅、李治廷、張鈞甯、李李仁、張庭、周海媚、張彤、張馨予、孫佳奇、李解、李晨、王繪春                             | 3月30日 - 7月23日        | 2015年 |
| 神鵰俠侶（2014年版） | 50   | 陳妍希、陈晓、张馨予、邱心志、李铭顺、鄭國霖、楊明娜、毛曉彤、張雪迎                                                       | 7月27日 - 10月2日        | 2015年 |
| 少年四大名捕         | 41   | 张翰、何晟铭、張鈞甯、賈青、楊洋、陳偉霆、吳映潔、茅子俊、白冰                                                             | 10月5日 - 11月30日       | 2015年 |
| 女醫·明妃傳          | 50   | 刘诗诗、霍建華、黃軒、袁文康、李呈媛、金晨、何音、王新民                                                                   | 6月15日 - 7月27日        | 2016年 |
| 美好年代             | 66   | 布魯斯、劉奕兒、楊銘威、大文、安俊朋、池端玲名、黃仁德                                                                     | 7月12日 - 10月11日       | 2016年 |
| 多桑の純萃年代       | 55   | 石峰、尹昭德、謝瓊煖、陳霆、李運慶、連靜雯、高山峰、庹宗華、小薰、梁赫群、蘇炳憲、茵芙                                     | 10月12日 - 12月27日      | 2016年 |
| 讓愛飛揚             | 40   | 寇世勳、王家梁、楊晴、劉瑞琪、陳敬宣、寇家瑞、陸明君、楊鎮、郭彥甫、劉倩妏                                                 | 12月28日 - 2017年2月22日 | 2016年 |
| 這些年那些事         | 40   | 安俊朋、宇珊、沈建宏、金凱德、劉德凱、艾偉、張瓊姿、陸明君、陳志強、唐玲、鄭人碩、林道遠                                   | 3月28日 - 5月22日        | 2017年 |
| 一把青               | 36   | 楊一展、楊謹華、藍鈞天、天心、吳慷仁、連俞涵、鍾承翰                                                                       | 6月9日 - 7月4日          | 2017年 |
| 我可能不會愛你       | 23   | 林依晨、陳柏霖、王陽明、陳匡怡                                                                                             | 7月5日 - 7月20日         | 2017年 |
| 我的寶貝四千金       | 84   | 洪小鈴、修杰楷、曾之喬、謝佳見、小薰、周群達、方志友、李運慶、呂雪鳳、陳博正、楊銘威、丁也恬                               | 10月10日 - 12月7日       | 2017年 |
| 軍官·情人            | 74   | 馬之秦、寇世勳、涂善妮、劉品言、周采詩、孫其君、陽詠存                                                                     | 2月23日 - 4月17日        | 2018年 |
| 戀愛鄰距離           | 77   | 王傳一、洪小鈴、簡宏霖、大元、李京恬                                                                                       | 4月17日 - 6月15日        | 2018年 |
| 真情之家             | 34   | 苗可麗、謝祖武、孫沁岳、陽詠存、李維維、紀言愷                                                                             | 8月17日 - 9月11日        | 2018年 |
| 獨家保鑣             | 65   | 謝佳見、黃薇渟、洪小鈴、孫沁岳                                                                                             | 9月11日 - 10月25日       | 2018年 |
| 喜歡·一個人          | 35   | 郭雪芙、劉以豪、賴琳恩、簡宏霖                                                                                             | 10月26日 - 11月22日      | 2018年 |
| 真愛趁現在           | 72   | 胡宇威、陳庭妮、竇智孔、魏蔓、李維維、張懷秋、陽詠存                                                                       | 11月26日 - 2019年3月7日  | 2018年 |
| 鑑識英雄II 正義之戰  | 16   | 周孝安、蔡淑臻、王識賢、蘇達、蔡黃汝、紀培慧                                                                               | 3月27日 - 4月17日        | 2019年 |

#### 九點檔
| 劇名                   | 集數 | 演員 | 首播期間                 | 年份   |
| 終極X宿舍              | 40   | 藍心湄、宏正、寒、陳博正、那維勳、黃小柔、蔡昌憲、阿喜、偉晉、王詩安、梁赫群、明、脩、金寶三、謝和弦                                                   | 6月24日 - 8月18日        | 2014年 |
| 我的自由年代           | 47   | 李國毅、任容萱、是元介、翁滋蔓、孫其君、姚淳耀、林舒語、黃甄妮、陸侲曦、張善為、廖峻、馬世莉                                                           | 8月19日 - 10月30日       | 2014年 |
| 風中奇緣               | 36   | 刘诗诗、彭于晏、胡歌、陳法拉、韓棟 | 12月8日 - 2015年1月27日  | 2014年 |
| 多謝款待               | 50   | 杏、東出昌大、原田泰造、財前直見、吉行和子、井之脇海、前田亞季、宮嶋麻衣、宮崎美子、木村綠子、高畑充希、加藤愛、近藤正臣                               | 1月28日 - 4月13日        | 2015年 |
| 美人關                 | 41   | 譚耀文、李泰蘭、蔣毅、伊一、米雪、穆婷婷、杜俊澤 | 10月5日 - 11月30日       | 2015年 |
| 花千骨                 | 50   | 霍建華、趙麗穎、蔣欣、張丹峰、李純、馬可 | 12月1日 - 2016年2月8日   | 2015年 |
| 雲中歌                 | 42   | 楊穎、杜淳、陆毅、陈晓、蘇青、楊蓉 | 2月22日 - 4月19日        | 2016年 |
| 原來1家人              | 40   | 郭書瑤、邱澤、藍心湄、謝坤達、劉子千、張景嵐、楊晴 | 4月20日 - 6月14日        | 2016年 |
| 多情皇妃·董小宛        | 58   | 高雲翔、侯夢瑤、袁詠儀、萬梓良、徐麒雯、亓航、韓悅 | 7月28日 - 10月17日       | 2016年 |
| 幻城                   | 60   | 馮紹峰、宋茜、馬天宇、麥迪娜、張萌 | 10月18日 - 2017年1月9日  | 2016年 |
| 秀麗江山長歌行         | 52   | 林心如、袁弘、李佳航、關智斌、于波、王媛可、宗峰岩、戴君竹、洪小鈴                                                                                     | 1月10日 - 3月23日        | 2017年 |
| 誅仙‧青雲誌            | 55   | 李易峰、趙麗穎、楊紫、成毅、秦俊傑、唐藝昕、茅子俊、傅程鵬、楊旭文                                                                                     | 3月24日 - 6月8日         | 2017年 |
| 三生三世十里桃花       | 58   | 楊冪、趙又廷、張智堯、迪麗熱巴、連奕名、高偉光、黃夢瑩、張彬彬、祝緒丹                                                                                 | 7月20日 - 10月9日        | 2017年 |
| 軍師聯盟               | 42   | 吳秀波、劉濤、李晨、于和偉、張鈞甯、唐藝昕、翟天臨、張芷溪                                                                                             | 12月25日 - 2018年2月22日 | 2017年 |
| 軍師聯盟2：虎嘯龍吟    | 44   | 吳秀波、劉濤、張鈞甯、王洛勇、劉歡 | 6月18日 - 8月16日        | 2018年 |
| 對，因為是家人         | 73   | 李順載、姜富子、楊姬瓊、盧宙鉉、徐智慧、宋承桓、鄭再順、申素律、洪耀燮、金海淑、尹素怡、趙漢善、丁海寅                                                 | 11月26日 - 2019年1月28日 | 2018年 |
| 射鵰英雄傳（2017年版） | 52   | 楊旭文、李一桐、陳星旭、孟子義 | 1月4日 - 2月11日         | 2019年 |
| 扶搖                   | 66   | 楊冪、阮經天、高偉光、賴藝、張雅欽 | 5月6日 - 8月2日          | 2019年 |
| 小女花不棄             | 51   | 林依晨、张彬彬、林柏宏、邢恩 | 8月5日 - 10月14日        | 2019年 |
| 獨孤皇后               | 50   | 陳喬恩、陈晓、戚跡、海陸 | 10月15日 - 12月23日      | 2019年 |
| 女力報到－小資女上班記 | 50   | 羅平、楊晴、李宣榕、林曜晟、陳謙文、楊雅筑、梁舒涵、曾子余、鄭亞、梁瀚名、林建予、尹彥凱、游小白、方馨、王樂妍、王上菲、勵政達、王沛語、張瀚元、劉書宏 | 12月24日 - 2020年3月5日  | 2019年 |

#### 十點檔

##### 平日
| 劇名                       | 集數 | 演員                                                                                     | 首播期間                 | 年份   |
| 藍海1加1                   | 20   | 卓文萱、立威廉、金沛晟、何姵蓓、顧寶明、葉民志、勾峰                                     | 6月7日 - 7月7日          | 2011年 |
| 我和我的兄弟·恩            | 21   | 郭曉東、陳澤耀、鬼鬼、陳淑芳、胡宇崴、周曉涵、鄒承恩、鍾欣怡、那維勳、應采靈             | 7月11日 - 8月15日        | 2011年 |
| 男女生了沒                 | 23   | 卓文萱、張勛傑、吳中天、王怡仁、Gino、苑新雨、艾偉、歡歡、苗可麗、姚黛瑋、林健寰、呂威霆 | 8月16日 - 9月26日        | 2011年 |
| 記得·我們有約              | 18   | 朱孝天、陳妍希、吳中天、吳亞馨、艾偉、高捷、柯素雲、葛蕾、況明潔、張復建                 | 9月27日 - 10月26日       | 2011年 |
| 千山暮雪                   | 30   | 劉愷威、穎兒、張晨光、劉雪華、溫崢嶸、趙楚侖、張然、程雍、李智楠、劉思彤                 | 8月6日 - 9月26日         | 2012年 |
| 戀夏38℃                    | 30   | 胡宇威、鬼鬼、是元介、苑新雨、董娉、陳慕義、姚黛瑋、林秀君、賈欣惠、茂伯                 | 10月31日 - 12月20日      | 2012年 |
| 死神少女                   | 15   | 房思瑜、炎亞綸、王子、毛弟、小蠻、是元介、陳奕、沈建宏、小犬、阿本                       | 12月24日 - 2013年1月17日 | 2012年 |
| 霹靂煞（第一季）           | 22   | 李美琪、琳德茜·馮塞卡、夏恩·威斯特、阿隆·史丹佛、梅琳達克拉克、山德·貝克利               | 1月21日 - 2月14日        | 2013年 |
| 霹靂煞（第二季）           | 23   | 李美琪、琳德茜·馮塞卡、夏恩·威斯特、阿隆·史丹佛、梅琳達克拉克、山德·貝克利               | 4月29日 - 6月5日         | 2013年 |
| 謊言終結者（第一季）       | 13   | 提姆·羅斯、凱莉·威廉斯、布倫丹·海因斯、莫尼卡·雷蒙德                                     | 6月6日 - 6月27日         | 2013年 |
| 謊言終結者（第二季）       | 22   | 提姆·羅斯、凱莉·威廉斯、布倫丹·海因斯、莫尼卡·雷蒙德                                     | 7月1日 - 8月6日          | 2013年 |
| NCIS海軍執法悍將（第七季） | 24   | 馬克·漢蒙、邁克·韋瑟利、肖恩·莫瑞、蔻特·德·帕布羅、寶莉·培瑞特、大衛·麥考倫、洛基·卡羅   | 8月7日 - 9月17日         | 2013年 |
| NCIS海軍執法悍將（第八季） | 24   | 馬克·漢蒙、邁克·韋瑟利、肖恩·莫瑞、蔻特·德·帕布羅、寶莉·培瑞特、大衛·麥考倫、洛基·卡羅   | 9月18日 - 11月7日        | 2013年 |
| 兩個爸爸                   | 57   | 楊一展、林佑威、賴雅妍、梁靖、樂樂、張國柱、周曉涵、廖峻、程秀瑛                         | 4月28日 - 8月4日         | 2014年 |
| 繼承者們                   | 28   | 李敏鎬、朴信惠、金宇彬、金智媛、姜敏赫、鄭秀晶、崔真赫、姜河那                           | 6月24日 - 8月11日        | 2014年 |
| 流氓王子                   | 14   | 姜至奐、崔丹尼爾、李多熙、庭沼珉、嚴孝燮、車和娟、韓尚進、金智訓、宋鈺宿、張泰成、尹邵熙 | 8月12日 - 9月1日         | 2014年 |
| 百年新娘                   | 24   | 李洪基、楊真誠、張雅英、丁海寅、成赫、崔日和、金曙羅、任秉基、權恩雅、申恩廷、朴真珠     | 9月2日 - 10月3日         | 2014年 |
| 來自未來的史密特           | 20   | 林佑威、李毓芬、鍾承翰、莫允雯、賴琳恩、沈志明、張慶慶                                   | 6月15日 - 7月12日        | 2016年 |
| 皇恩浩蕩                   | 20   | 李章宇、方安娜、敖犬、陳匡怡、邱鋒澤、葉慈毓、杜妍                                       | 7月13日 - 8月9日         | 2016年 |
| 擁抱太陽的月亮             | 32   | 韓佳人、金秀賢、丁一宇、金旼序、宋在喜、宋再臨、南寶拉、尹昇娥                           | 5月21日 - 6月11日        | 2019年 |
| 奇皇后                     | 68   | 河智苑、朱鎮模、池昌旭、白珍熙                                                           | 6月12日 - 8月6日         | 2019年 |

##### 週五
| 劇名           | 集數 | 演員 | 首播期間                 | 年份   |
| 流氓校長       | 12   | 李㼈、吳孟達、小鬼、曾之喬、祝釩剛、張本渝、王予柔、王夢麟、蔡閨、申東靖、太保、楊少文                       | 12月3日 - 2011年2月25日  | 2010年 |
| 珍愛林北       | 11   | 豬哥亮、小鬼、陳妍希、任容萱、JR、丁春誠、薛仕凌、周丹薇、何姵蓓                                             | 7月29日 - 10月7日        | 2011年 |
| 真的漢子       | 17   | 賴雅妍、路斯明、林可彤、林佑威、王傳一、樊光耀、劉瑞琪、狄鶯、王道、是元介、溫昇豪                           | 10月28日 - 2012年2月17日 | 2011年 |
| 翻糖花園       | 16   | 朴政珉、王傳一、簡嫚書、李相林、李㼈、龐祥麟、陳幼芳、路斯明、唐琪、陳玉玫、侯筇方、陳衍甫、鄭仲之           | 2月24日 - 6月8日         | 2012年 |
| 智勝鮮師       | 20   | 曾國城、周曉涵、葉民志、郭昱晴、杜詩梅、白雲、李宗霖、劉以豪、陳子胤、許皓翔、林舒語、陳語安、邵雨薇、萬瑋喬 | 6月15日 - 11月2日        | 2012年 |
| 認命吧！金牽牛 | 17   | 彭于晏、張檬、張峻寧、章龄之、叶熙祺、韓立、馮媛甄、張世                                                     | 11月9日 - 2013年3月1日   | 2012年 |
| 求愛365        | 20   | 張睿家、曾之喬、路斯明、戴君竹、黃志瑋、賴琳恩、羅北安、徐貴櫻、金沛晟、黃心娣、古斌、汪建民                 | 3月8日 - 7月19日         | 2013年 |
| 飛越·龍門客棧  | 15   | 陳怡蓉、王陽明、柯佳嬿、謝佳見、湯志偉、關詩敏、余晉、朱陸豪、鮑正芳、那維勳                                 | 7月26日 - 11月8日        | 2013年 |
| 媽，親一下！   | 15   | 柯有倫、梁正群、蔡旻佑、夏于喬、楊晴、廖峻、潘麗麗                                                           | 11月15日 - 2014年2月28日 | 2013年 |
| 來自星星的你   | 14   | 金秀賢、全智賢、朴海鎮、劉寅娜、金昌完、申成祿、李政吉、羅映姬、嚴孝燮、安宰賢、洪真慶、吳尚鎮、李一華       | 5月30日 - 7月12日        | 2014年 |
| 神的禮物       | 10   | 李寶英、曹承佑、金太祐、鄭糠雲                                                                               | 7月18日 - 8月16日        | 2014年 |
| 鑑識英雄       | 13   | 王識賢、蔡淑臻、周孝安、蔡黃汝、蘇達、紀培慧、蔡力允、錢俞安、陶傳正                                         | 4月10日 - 5月22日        | 2015年 |
| 愛在異鄉       | 26   | 李鍾碩、陳世娫、朴海鎮、姜素拉                                                                               | 5月22日 - 8月21日        | 2015年 |

#### 週日偶像劇
| 劇名             | 集數 | 演員 | 首播期間                 | 年份   |
| 就想賴著妳       | 16   | 言承旭、陳嘉樺、小嫻、張勛傑、陳紫函、紀欣伶、小小彬、顧寶明、周曉涵、嚴乙恩                                                     | 1月31日 - 5月23日        | 2010年 |
| 就是要香戀       | 11   | 范植偉、曾愷玹、王傳一、許瑋甯、李立群、郝劭文、高捷、劉瑞琪、周子森、唐川                                                       | 5月30日 - 8月8日         | 2010年 |
| 女王不下班       | 15   | 張棟樑、修杰楷、李康宜、王心如、路嘉欣、路斯明、賴琳恩、劉紓妤、陳乃榮、陳勢安、黃健瑋、陶傳正                                   | 9月19日 - 12月26日       | 2010年 |
| 幸福最晴天       | 16   | 賀軍翔、張鈞甯、李易峰、周子涵、李金铭、李智楠、鄭偉、陳慕義、陳幼芳、唐菱、廖慧珍、吳震亞、張謙、李萍                           | 2月13日 - 5月29日        | 2011年 |
| 美樂。加油       | 13   | 王心凌、賀軍翔、施易男、張善為、小薰、張家寧、王月、劉瑞琪、小小彬、柳岩、張倫碩、賴琳恩、伊正                                   | 6月5日 - 8月28日         | 2011年 |
| 料理情人夢       | 10   | 吳克羣、鳳小岳、李佳穎、鬼鬼、琇琴、謝其文、李運慶、王家梁、謝瓊煖、王予柔、朱陸豪、楊麗音、小蠻                                 | 9月4日 - 11月6日         | 2011年 |
| 門當父不對       | 17   | 馬如龍、曾之喬、阿布、沛小嵐、高明、凌瀟肅、錢芳、庹宗華、王子魚、藝鴒、Junior、張建新、文夢洋、殷震、陳麗媛                     | 11月13日 - 2012年3月11日 | 2011年 |
| 幸福三顆星       | 14   | 藍正龍、楊謹華、吳建飛、穎兒、李智楠、李金銘、陸弈靜、董至成、陳幼芳、阿部力、諸葛紫岐、路嘉欣、安東尼                           | 3月18日 - 6月17日        | 2012年 |
| 愛啊哎呀，我願意 | 15   | 陳怡蓉、郭品超、熱依扎、宋珉宇、徐越、米凱莉、劉承恩、邱德洋、游喧、許爍                                                         | 6月24日 - 10月7日        | 2012年 |
| 白色之戀         | 18   | 鳳小岳、謝欣穎、丁春誠、喻虹淵、杜德偉、張家慧、林美貞、王道、徐貴櫻、趙菲芸、劉德凱                                             | 10月14日 - 2013年2月24日 | 2012年 |
| 借用一下你的愛   | 14   | 朱芯儀、郭品超、施易男、夏如芝、劉瑞琪、趙樹海、陳喬威、黃克敬                                                                   | 3月3日 - 6月2日          | 2013年 |
| 愛情急整室       | 13   | 陳曉東、簡嫚書、李沛旭、安心亞、吳靜嫻、宗華、張詩盈、陳志強、阿喜、楊昇達、孫鵬、高宇蓁、陶傳正、舒宗浩、陳希愛、薛志正、郝劭文 | 6月9日 - 9月1日          | 2013年 |
| 女王的誕生       | 22   | 楊謹華、孫耀威、蔡淑臻、路斯明、雷瑟琳、黃嘉千、小蝦、陳志強、吳敏、曹西平                                                       | 9月8日 - 2014年2月2日    | 2013年 |
| 主君的太陽       | 16   | 蘇志燮、孔曉振、徐仁國、金釉利                                                                                                   | 2月23日 - 6月8日         | 2014年 |
| 勇敢說出我愛你   | 16   | 賀軍翔、柯佳嬿、林美秀、趙杰、吳若瑄、洪詩、阿龐、李辰翔、張景嵐、黃仲崑                                                         | 6月15日 - 9月28日        | 2014年 |
| 謊言遊戲         | 13   | 陳嘉樺、吳慷仁、柯宇綸、李維維、林辰唏、汪建民、羅北安                                                                           | 10月5日 - 12月28日       | 2014年 |
| 鋼鐵之心         | 13   | 柯有倫、邱凱偉、袁艾菲、陳匡怡、昆凌、阿緯、庹宗華                                                                               | 1月4日 - 3月29日         | 2015年 |
| 超級大英雄       | 28   | 汪東城、謝欣穎、任容萱、胡洋、謝孟偉、洪天祥、瑞莎、王家梁、張皓明、陳為民                                                       | 4月5日 - 7月12日         | 2015年 |
| 失去你的那一天   | 15   | 王傳一、李千娜、陳奕、莫允雯、劉瑞琪、古斌、路嘉欣                                                                               | 7月19日 - 10月25日       | 2015年 |
| 必娶女人         | 15   | 邱澤、柯佳嬿、曾之喬、張懷秋、梁正群、小蝦、王道南、葛蕾、柯淑勤、陳文彬、李宗霖                                                 | 11月1日 - 2016年2月14日  | 2015年 |
| 聶小倩           | 20   | 李銘順、陳庭妮、莫子儀、紀培慧、劉松仁                                                                                           | 2月21日 - 7月3日         | 2016年 |
| 任意依戀         | 23   | 金宇彬、裴秀智、林周煥、林珠銀                                                                                                   | 7月10日 - 10月9日        | 2016年 |
| 嫉妒的化身       | 26   | 孔曉振、曹政奭、高庚杓、徐智慧                                                                                                   | 10月16日 - 2017年2月19日 | 2016年 |
| 稍息立正我愛你   | 15   | 曾之喬、王子、以綸、郭書瑤、許光漢、黃心娣                                                                                       | 7月30日 - 11月5日        | 2017年 |
| 想見你           | 13   | 柯佳嬿、許光漢、施柏宇、顏毓麟                                                                                                   | 11月17日 - 2020年2月16日 | 2019年 |

#### 其他時段
| 劇名                   | 集數 | 演員 | 首播期間                 | 年份   |
| 誰來愛我               | 74   | 尹晶喜、鄭糠雲、金錫勳、張美仁愛                                                                           | 1月4日 - 5月18日         | 2010年 |
| 徽娘宛心               | 31   | 李冰冰、劉曉慶、李宗翰、鄧萃雯                                                                             | 7月15日 - 8月26日        | 2011年 |
| 遠古的傳說             | 44   | 焦恩俊、文清、丁軍、廖京生、吳辰君、王珂、陳潔、白薈、李曉楓、李博、楊金承、劉佳、宋洋、方圓、劉德凱、韓東 | 10月17日 - 12月15日      | 2011年 |
| 高校鐵金剛             | 8    | 林宇中、曾若冰、陳澤耀、郭曉東、梁祖儀、許佳麟、王駿、鍾欣怡、Chein、ICE、豆豆、車志立                     | 10月19日 - 10月28日      | 2011年 |
| 楚留香傳奇             | 43   | 朱孝天、胡靜、陳浩民、劉佳、王傳一、孫菲菲、崔鵬、鄧家佳、陳鍵鋒、秋瓷炫、蕭薔、王晶、穆婷婷               | 12月16日 - 2012年2月21日 | 2011年 |
| 再見豔陽天             | 32   | 保劍鋒、孫莉、劉雪華、寇振海、田麗、呂頌賢、岳躍利、張定涵、劉思彤、霍政諺                                 | 2月22日 - 4月5日         | 2012年 |
| 畫皮                   | 34   | 陳怡蓉、薛凱琪、凌瀟肅、李宗翰、鬼鬼、董易晉、羅家英、戚玉武、楊冪                                         | 4月6日 - 5月23日         | 2012年 |
| 蒼穹之昴               | 28   | 田中裕子、殷桃、張博、余少群、周一圍、周駿                                                                 | 5月24日 - 7月2日         | 2012年 |
| 少年訟師紀曉嵐         | 34   | 黃維德、伊能靜、王剛、公方敏、張東升、馮雷、喬振宇、田重、董璿、戰菁一                                     | 7月3日 - 8月31日         | 2012年 |
| 洪武大案               | 35   | 李立群、保劍鋒、楊冪、劉德凱、徐少強、胡可                                                                 | 9月3日 - 10月19日        | 2012年 |
| 家，N次方              | 30   | 宋丹丹、朱雨辰、高露、王子文、賀剛、白百合、任重、趙寶剛                                                   | 12月4日 - 2013年1月24日  | 2012年 |
| 深宮諜影               | 37   | 甘婷婷、鄭嘉穎、米雪、倪齊民、劉庭羽、張丹峰、廖碧兒、穆婷婷、張兆輝、洪欣、劉娜萍、陳秀麗                 | 1月28日 - 4月1日         | 2013年 |
| 雲頂天很藍             | 20   | 瑤涵沂、張書偉、古斌、唐川、童毅軍、莫愛芳、于台煙、黃仲崑、林嘉俐、何曼寧、賴盈螢、謝國玄                 | 3月7日 - 4月3日          | 2013年 |
| 上流俗女               | 14   | 賀軍翔、安以軒、信、弦子、賀一航、艾伟、陳孝萱、付辛博、安鈞璨、鍾欣凌、林美秀、周曉涵、阿本、向以丞       | 8月23日 - 11月29日       | 2014年 |
| 俏摩女搶頭婚           | 15   | 陳庭妮、黃河、謝佳見、高山峰、楊晴、雷瑟琳、許效舜、謝麗金                                                 | 12月6日 - 2015年3月20日  | 2014年 |
| 十月圍城               | 26   | 鍾漢良、劉小小、張曉龍、景岡山、吳剛、胡東、王子子、甘婷婷、吳孟達、何佳怡                                 | 1月24日 - 4月19日        | 2015年 |
| 蝸居                   | 33   | 海清、張嘉譯、李念、文章、郝平                                                                             | 1月27日 - 3月18日        | 2015年 |
| 璀璨人生               | 59   | 何潤東、李沁、張勛傑、闞清子、周曉涵、楊雨婷、杨明娜                                                       | 3月19日 - 6月6日         | 2015年 |
| 兵圣                   | 41   | 朱亞文、李泰、胡靜、何琢言、侯京健、吳婷                                                                   | 4月25日 - 7月18日        | 2015年 |
| 楚漢傳奇               | 76   | 陈道明、何潤東、段奕宏、秦嵐、李依曉                                                                       | 9月10日 - 2017年1月21日  | 2016年 |
| 菜鳥新移民             | 37   | 朴藍道、吳恬敏、楊升德、韋智林、陳琦燁、宋靜秀                                                             | 10月31日 - 12月20日      | 2016年 |
| 櫻桃小丸子真人版電視劇 | 30   | 林芯蕾、魏蔓、茵芙、林佑威、譚艾珍、顧寶明                                                                 | 3月13日 - 4月21日        | 2017年 |
| 老九門                 | 44   | 陳偉霆、趙麗穎、張藝興、袁冰妍、胡耘豪、應昊茗、王美人、王闖、楊紫茳                                       | 4月24日 - 7月6日         | 2017年 |
| 奮鬥吧，我的人生       | 23   | 朴敘俊、金智媛、安宰弘、宋昰昀                                                                             | 9月28日 - 10月30日       | 2018年 |
| 雲畫的月光             | 28   | 朴寶劍、金裕貞、鄭振永、蔡秀彬、郭東延、鄭惠成                                                             | 11月26日 - 2019年1月3日  | 2018年 |
| 守護者K2               | 25   | 池昌旭、潤娥、宋玧妸、趙成夏                                                                               | 10月12日 - 11月23日      | 2019年 |
| 姐姐還活著             | 72   | 張瑞希、吳允兒、金珠賢、金多順、李知勳、趙潤宇                                                             | 11月23日 - 2020年4月5日  | 2019年 |

### 中視經典台
| 劇名                     | 集數 | 演員                                             | 首播期間          | 年份   |
| 牽紙鷂的手               | 20   | 吳中天、瑤涵沂、鄧志鴻、林志儒、王月             | 6月2日 - 6月29日  | 2016年 |
| 飛刀又見飛刀（2016年版） | 42   | 劉愷威、楊蓉、吳映潔、黃明、關智斌、袁冰妍       | 2月5日 - 4月4日   | 2018年 |
| 新還珠格格               | 98   | 李晟、海陸、張睿、李佳航、高梓淇、趙麗穎、潘傑明 | 6月25日 - 11月7日 | 2018年 |
| 「中視綜藝台」時期       |      |                                                  |                   |        |
| 殘酷的愛                 | 82   | 裕善、康太成、崔貞允、金佑錫                     | 6月7日 - 9月4日   | 2010年 |
| 杜拉拉升職記             | 32   | 王珞丹、李光洁、陳彥妃、李彩華、陳慧珊、叶童     | 2月16日 - 3月21日 | 2011年 |
| 戀戀咖啡                 | 28   | 左小青、胡歌、白冰、韓棟                         | 1月26日 - 2月22日 | 2012年 |

### 中視菁采台
| 劇名               | 集數 | 演員                                                                         | 首播期間                 | 年份   |
| 花樹下的約定       | 23   | 黃玉榮、瑤涵沂、王琄、許仁杰、亞里                                           | 5月6日 - 6月7日          | 2016年 |
| 三隻小蟲           | 20   | 黃書維、鍾政均、李英宏、王湘涵、王淯                                         | 8月3日 - 8月30日         | 2016年 |
| 阿婆的夏令營       | 20   | 丁也恬、李運慶、陳昱丞、戴君竹                                               | 8月31日 - 9月27日        | 2016年 |
| 最好的選擇         | 16   | 陳禕倫、袁艾菲、高山峰、安唯綾                                               | 11月20日 - 12月11日      | 2017年 |
| 「中視HD台」時期   |      |                                                                              |                          |        |
| 飆！企鵝里德       | 20   | 朱蕾安、莊凱勛、祝釩剛、吳政迪                                               | 3月2日 - 3月31日         | 2013年 |
|                    | 32   | 小沈阳、海清、姜彤、赵峥、任晓菲                                             | 9月23日 - 12月2日        | 2013年 |
| 七個朋友           | 20   | 沈建宏、任容萱、陳奕、付辛博、劉忻、唐振剛、傅穎                             | 1月25日 - 5月31日        | 2014年 |
| 隋唐英雄           | 60   | 张卫健、趙文瑄、余少群、刘晓庆、张瑞希                                       | 6月30日 - 9月19日        | 2014年 |
| 隋唐英雄2          | 42   | 张卫健、趙文瑄、余少群、刘晓庆、张瑞希                                       | 9月22日 - 11月19日       | 2014年 |
| 太平公主秘史       | 45   | 賈靜雯、李湘、塗黎曼、張翰、袁弘                                             | 11月20日 - 2015年1月22日 | 2014年 |
| 武松               | 50   | 游大慶、潘長江、孫耀琦、蔣林靜、惠英紅、張翰、湯鎮業、李永林、王新軍、楊洪武 | 1月23日 - 4月3日         | 2015年 |
| 出境事務所         | 20   | 吳慷仁、黃姵嘉、林雨宣、郭鑫、邱德洋、柯淑勤、羅思琦                         | 3月30日 - 4月30日        | 2015年 |
| 鹿鼎記（2014年版） | 50   | 韓棟、魏千翔、張檬、婁藝瀟、賈青、米雪                                       | 4月28日 - 7月6日         | 2015年 |
| 隋唐英雄4          | 64   | 張衛健、葉祖新、鄭國霖、張曉晨、刘晓庆、孫耀琦                               | 7月7日 - 10月2日         | 2015年 |
| 隋唐英雄5          | 62   | 余少群、趙文瑄、孫耀琦、惠英紅、                                             | 11月2日 - 2016年1月26日  | 2015年 |